# Рон Полонський
Рон Полонський (28 березня 2001) — ізраїльський плавець.
Учасник Олімпійських Ігор 2020 року, де в попередніх запливах на дистанціях 200 метрів брасом, 200 і 400 метрів комплексом посів, відповідно, 27-ме, 26-те і 27-ме місця й не потрапив до фіналів.